# The Story of Light (스티브 바이의 음반)
| 전문가 평가      | 전문가 평가 |
| 평가 점수        | 평가 점수   |
| 출처             | 점수        |
| ---------------- | ----------- |
| AllMusic         | [ 1 ]       |
| PopMatters       | (6/10)      |
| Record Collector | [ 3 ]       |

《The Story of Light》는 미국의 기타리스트 스티브 바이의 여덟 번째 스튜디오 음반으로, 2012년 8월 14일, 페이버드 네이션스를 통해 발매되었다. 이 음반은 2005년 《Real Illusions: Reflections》 이후 바이의 첫 스튜디오 음반이다. 2012년 5월 23일, 《The Story of Light》는 〈Gravity Storm〉의 즉각적인 다운로드와 함께 바이의 공식 웹사이트를 통해 사전 주문이 가능하게 되었다. 트랙 〈John the Revelator〉는 블라인드 윌리 존슨의 동명의 노래 샘플을 포함하고 있다. 〈The Moon and I〉는 처음에 바이튠즈 디지털 싱글로 2010년에 발매되었다. 하지만, 곡의 개인적인 특성 때문에, 바이는 그것을 리믹스해서 음반에 포함시키기로 결정했다. 이 음반은 빌보드 200에서 78위로 데뷔했다.

## 콘셉트
책자 소개에 따르면 《The Story of Light》는 《Real Illusions》 3부작의 두 번째 작품으로, "자신의 왜곡된 인식을 통해 세상을 보는 진실을 추구하는 미치광이의 증폭된 정신적 과장에 바탕을 둔 다층 혼합물"이다. 바이는 ClassicRock Reviewsted와의 인터뷰에서 다음과 같이 설명했다.
제가 마지막 스튜디오 음반인 《Real Illusions》를 시작했을 때, 콘셉트 음반을 만들고 싶었지만, 기존의 방식으로는 하고 싶지 않았습니다. 저는 그것을 다르게 하기 위해 무엇을 할 수 있을까 생각했습니다. 저는 이 작품이 제 인생에서 가장 위대한 작품 중 하나가 될 것이기 때문에 이 작품이 오랜 기간에 걸쳐 있기를 원했습니다. 저는 그것을 작은 조각으로 쪼개서 꺼내고 싶었습니다. 선형적인 방식이 아니라요. 만약 여러분이 《Real Illusions》를 듣는다면, 여러분은 모든 곡들을 합칠 수 없을 것이기 때문에 단지 정규 음반을 듣게 될 것입니다. 만약 여러분이 라이너 노트를 읽는다면, 여러분은 작은 조각들을 함께 모으기 시작할 수 있습니다. 이 생각은 빛의 이야기와 같습니다. 그것은 스튜디오 음반이기 때문에 《Real Illusions》와 같습니다. 그렇긴 하지만, 이 노래들은 모두 이야기 속 인물들에 바탕을 두고 있지만, 순서가 맞지 않습니다. 앞으로 제가 하게 될 3부작의 3부작도 비슷할 거예요.

## 곡 목록
작사는 모두 특별한 언급이 없는 한 스티브 바이가 맡았고, 작곡은 모두 바이가 맡았다.
| #   | 제목                                      | 작사                   | 재생 시간 |
| --- | ----------------------------------------- | ---------------------- | --------- |
| 1.  | 〈The Story of Light〉                    |                        | 6:15      |
| 2.  | 〈Velorum〉                               |                        | 6:09      |
| 3.  | 〈John The Revelator〉                    | 민요                   | 3:40      |
| 4.  | 〈Book of the Seven Seals〉               | 폴 콜드웰, 숀 아이보리 | 3:56      |
| 5.  | 〈Creamsicle Sunset〉                     |                        | 3:30      |
| 6.  | 〈Gravity Storm〉                         |                        | 5:33      |
| 7.  | 〈Mullach a' tSí〉 (아일랜드 전통 자장가) | 파드라이긴 니 우알라찬 | 3:56      |
| 8.  | 〈The Moon and I〉                        | 바이                   | 7:18      |
| 9.  | 〈Weeping China Doll〉                    |                        | 6:11      |
| 10. | 〈Racing the World〉                      |                        | 3:45      |
| 11. | 〈No More Amsterdam〉                     | 에이미 맨              | 4:15      |
| 12. | 〈Sunshine Electric Raindrops〉           |                        | 4:15      |